# Комптон (тауншип, Миннесота)
Комптон (англ. Compton) — тауншип в округе Оттер-Тейл, Миннесота, США. На 2000 год его население составило 799 человек.

## География
По данным Бюро переписи населения США площадь тауншипа составляет 92,5 км², из которых 92,5 км² занимает суша, водоёмов нет.

## Демография
По данным переписи населения 2000 года здесь находились 799 человек, 250 домохозяйств и 197 семей.  Плотность населения —  8,6 чел./км².  На территории тауншипа расположено 267 построек со средней плотностью 2,9 построек на один квадратный километр. Расовый состав населения: 98,50 % белых, 0,25 % афроамериканцев, 0,13 % — других рас США и 1,13 % приходится на две или более других рас. Испанцы или латиноамериканцы любой расы составляли 0,63 % от популяции тауншипа.
Из 250 домохозяйств в 40,4 % воспитывались дети до 18 лет, в 70,0 % проживали супружеские пары, в 4,4 % проживали незамужние женщины и в 21,2 % домохозяйств проживали несемейные люди. 15,6 % домохозяйств состояли из одного человека, при том 7,6 % из — одиноких пожилых людей старше 65 лет. Средний размер домохозяйства — 3,20, а семьи — 3,62 человека.
35,3 % населения — младше 18 лет, 8,0 % — в возрасте от 18 до 24 лет, 22,0 % — от 25 до 44, 24,7 % — от 45 до 64, и 10,0 % — старше 65 лет. Средний возраст — 32 года. На каждые 100 женщин приходилось 117,1 мужчин.  На каждые 100 женщин старше 18 приходилось 117,2 мужчин.
Средний годовой доход домохозяйства составлял 32 656 долларов, а средний годовой доход семьи —  37 566 долларов. Средний доход мужчин —  27 125  долларов, в то время как у женщин — 20 500. Доход на душу населения составил 13 342 доллара. За чертой бедности находились 17,2 % семей и 26,5 % всего населения тауншипа, из которых 38,9 % младше 18 и 6,5 % старше 65 лет.